# Medal of Honor: Allied Assault
Medal of Honor: Allied Assault ist ein Ego-Shooter, der von 2015 Games entwickelt und Anfang 2002 von Electronic Arts veröffentlicht wurde. Der dritte Teil der Medal-of-Honor-Reihe ist die erste Umsetzung, die für PC statt exklusiv für Spielkonsolen erschien. Die Windows-Version kam am 22. Januar in den USA und am 15. Februar in Europa auf den Markt. Aspyr Media veröffentlichte im August 2002 eine Version für Mac OS X. Im Jahr 2004 erschien eine Version für Linux.
Die Schauplätze sind Nordafrika und Europa zur Zeit des Zweiten Weltkrieges. Der Spieler schlüpft in die Rolle des United States Army Rangers Lt. Mike Powell und wird als solcher sowohl in verdeckten Einzelkämpfer-Missionen als auch in historischen Gefechten eingesetzt. Mehrere Szenen der Einzelspielerkampagne sind dem Monumentalfilm Der Soldat James Ryan (1998) entliehen, dessen Regisseur Steven Spielberg am Spiel mitwirkte. Im Mehrspielermodus treten bis zu 32 Spieler in vier verschiedenen Modi gegeneinander an.
Aufgrund seiner cineastischen Inszenierung gilt Medal of Honor: Allied Assault als Meilenstein des Genres, der zahlreiche Nachfolger hervorbrachte und Spielreihen wie Call of Duty und Battlefield beeinflusste. Der Titel war ein kommerzieller Erfolg und wurde überaus positiv von der Computerspielpresse aufgenommen. Mit Spearhead (2002) und Breakthrough (2003) erschienen zwei Erweiterungen mit zusätzlichen Einzel- und Mehrspielerinhalten. Der Großteil des Entwicklerteams verließ den Hersteller nach der Veröffentlichung von Allied Assault und gründete Infinity Ward, um mit dem 2003 veröffentlichten Call of Duty den Grundstein für eine der bis heute erfolgreichsten Videospielreihen zu legen.

## Handlung
Der Einzelspielermodus besteht aus sechs Missionen ohne durchgehendes Narrativ. Jedes Level wird mit einem Missionsbriefing und teilweise historischen Fotografien eingeleitet. Der Auftrag der kommenden Mission wird darin durch Colonel Hargrove mitgeteilt. Der Spieler übernimmt die Rolle von Mike Powell, Lieutenant des 1st Ranger Battalion und Agent des Office of Strategic Services (OSS), der an diversen Kriegsschauplätzen in Nordafrika sowie Nord- und Westeuropa von 1942 bis 1945 eingesetzt wird.
Das Spiel beginnt im November 1942 in Arzew, Algerien, wo Powell im Auftrag des OSS mit seiner Einheit verdeckt angelandet ist, um in einer nächtlichen Operation den britischen SAS-Agenten Major Jack Grillo zu befreien. Grillo war am Tag zuvor von den deutschen Besatzern gefangen genommen worden, als er in Vorbereitung auf Operation Torch Küstenbatterien sabotieren sollte. Der geplante Überraschungsangriff fliegt auf und bis auf Powell werden alle Soldaten der Einheit getötet. Nach Grillos Befreiung zerstört der Spieler mit Grillos Hilfe und unter dem Widerstand deutscher Truppen Artilleriegeschütze, Fahrzeuge, Flugzeuge, Munitionsvorräte und eine Funksendestation. Abschließend wird mit dem Leuchtsignal eines Leuchtturms die Invasionsflotte über die erfolgreiche Ausführung der Mission informiert. Grillo und Powell entkommen in einem Lastwagen.
| 1. Operation Torch               |
| 2. Zerstörung von U-529          |
| 3. Operation Overlord            |
| 4. Hinter den feindlichen Linien |
| 5. Der Tag des Tigers            |
| 6. Die Rückkehr nach Schmerzen   |

Die zweite Mission Zerstörung von U-529 versetzt den Spieler in das verschneite Norwegen unter deutscher Besatzung, wo Lt. Powell im Februar 1943 den U-Boot-Bunker Dora nahe Trondheim infiltriert. Der zuvor als deutscher Offizier eingeschleuste Major Grillo verschafft dem Spieler Zugang zum Gelände und wird dabei von Wachposten erschossen. Powell setzt die Mission allein fort und stellt kriegswichtige Forschungsunterlagen sicher. Als Wehrmachtsoffizier getarnt, verschafft er sich anschließend Zugang zum U-Boot-Bunker, zerstört einen Naxos-Prototyp und sprengt U 529, das gerade im Bunker gewartet wird. Dabei wird seine Tarnung aufgedeckt und Alarm ausgelöst. Der Spieler muss sich den Weg aus der Anlage freikämpfen und wird unter heftigem Feindfeuer von einem US-Ranger-Trupp in einem Güterzug abgeholt und entkommt.
Die dritte Mission inszeniert die Landung der alliierten Truppen an der Küste Frankreichs am 6. Juni 1944, dem sogenannten D-Day. Als Teil der ersten Landungstruppen am Strandabschnitt Omaha Beach schlägt sich der Spieler unter schwerem Maschinengewehrbeschuss bis zur Bunkerlinie durch. Nachdem er den im Weg stehenden Stacheldraht mittels Bangalores beseitigt hat, stürmt er einen der zahlreichen Bunker am Strand, um so den Weg für seine Kameraden freizumachen und einen Brückenkopf zu errichten. Darauffolgend erhält er den Auftrag, sich durch die Bocage-Landschaft zu schlagen, um mit Fallschirmjägern der 101st Airborne Division Kontakt aufzunehmen und mit deren Hilfe die Straße zwischen Isigny und Carentan von Flugabwehrgeschützen zu befreien. Zuletzt muss er eine Batterie Nebelwerfer im Hinterland ausfindig machen und zerstören, wobei es zum Gefecht mit einem Tiger-Panzer kommt.
Die vierte Mission erfolgt erneut im Auftrag des OSS. Powell wird am 22. Juni 1944 in der Normandie zu einem Unterschlupf der Résistance in Saint-Ébremond-de-Bonfossé, südlich von Saint-Lô entsandt, wo er sich mit der Widerstandskämpferin Manon Batiste trifft, Protagonistin des Vorgängers Medal of Honor: Underground. Auf dem Weg dorthin rettet er einen Piloten an der Absturzstelle seines Aufklärungsflugzeugs vor der Hinrichtung, der ihn zum Versteck begleitet. Auf Weisung des Widerstands sabotiert der Spieler Tiger-Panzer und ein militärisch genutztes Bahnbetriebswerk. Dies soll die Aufmerksamkeit der deutschen Truppen von seinem nächsten Auftrag ablenken, in der er eine Kommandozentrale der Wehrmacht auf einem Gutshof infiltriert. Hier sammelt Powell wertvolle Informationen über Pläne für Truppen, Versorgung und Schlachtaufstellung für die Region um St. Lo sowie den neuartigen Königstiger, von dem er mehrere Exemplare antrifft und zerstört. Mit Batistes Hilfe entkommt er dem Anwesen.
Mission fünf, Der Tag des Tigers, beginnt im August 1944 in einer Kleinstadt der Bretagne nahe Brest. Lt. Powell muss sich durch eine von deutschen Scharfschützen bewachte Kleinstadt kämpfen und dort mit einer US-Panzerbesatzung treffen. Zusammen macht der Trupp einen Königstiger ausfindig, der sich zur Reparatur im Stadtzentrum befindet. Nach dessen Instandsetzung nutzen Powell und die Besatzung das Fahrzeug, um in das nahe gelegene Brest zu fahren, wo die Sprengung einer strategisch wichtigen Brücke verhindert werden soll. Auf dem Weg in die französische Hafenstadt, die sich noch in deutscher Hand befindet, werden auf Landstraßen und in zerstörten Dörfern feindliche Panzer, Panzerabwehrtrupps und Geschützstellungen bekämpft. Vor Ort gelingt der Einheit mit Artillerie-Unterstützung die Sicherung der Brücke.
Im sechsten und letzten Kapitel, Die Rückkehr nach Schmerzen, wird Lt. Powell im Januar 1945 beauftragt, einen Angriff auf die fiktive Festung Schmerzen als Teil des Westwalls zunächst durch mehrere verdeckte Sabotageoperationen vorzubereiten und schließlich mit einem Trupp US-Ranger durchzuführen. Der Titel spielt dabei auf den Vorgänger Medal of Honor an, in dem Lt. Patterson selbige Festung bereits im September 1944 im Auftrag des OSS infiltrierte und eine unterirdische Anlage zur Herstellung von Senfgas vorfand. Powell wird einige Kilometer nördlich von Schmerzen in einem verschneiten Wald nachts per Fallschirm abgesetzt. Hier beseitigt er mehrere Flugabwehrgeschütze und macht eine geheime Waffenfertigungsstätte ausfindig, wo er einen Bestand von StG44 zerstört und Konstruktionspläne des neuen Gewehrtyps stiehlt. Während er sich der Festung annähert, schaltet er eine Funkleitstelle der Waffen-SS und Gestapo sowie die Verteidigungsanlagen eines Bahnhofs aus, sodass ein einfahrender Güterzug dort hält und von Powell und einem zur Verstärkung eintreffenden Trupp Ranger zur Einfahrt nach Schmerzen übernommen werden kann. In der Festung eingetroffen befreit die Einheit Kriegsgefangene und vernichtet die Chemiewaffenanlage.

## Spielprinzip
Das Spiel folgt den Genrekonventionen eines Egoshooters: Der Spieler steuert die Spielfigur in Egoperspektive durch die dreidimensionale Spielwelt, in der es gilt, die vorgegebenen Einsatzziele zu erfüllen. Diese können das Ausschalten von Gegnern, das Zerstören von Objekten und eine erfolgreiche Flucht sein. Um seine Aufträge zu erfüllen, muss der Spieler gegnerische Soldaten, Stellungen und Fahrzeuge in engen Bunkeranlagen, städtischen Straßenzügen und Wohnhäusern wie auch in offenen Außenbereichen bekämpfen. Für die Überwindung der Gegner stehen zahlreiche authentische Waffensysteme zur Verfügung: neben diversen Handfeuerwaffen der Alliierten (High Standard Silenced Pistol, M1 Garand, Thompson, BAR und weitere) und der Deutschen (StG-44, MP 40, Panzerschreck, Stielhandgranate, K98 und weitere) können auch schwere Waffen bedient werden, wie stationäre Maschinengewehre und Flugabwehrgeschütze. In der Einzelspielermission Operation Torch bedient der Spieler das Maschinengewehr eines fahrenden Willys MB, in Der Tag des Tigers steuert er einen erbeuteten Panzer durch Dörfer und über Landstraßen, während er gleichzeitig mit dem Hauptgeschütz feuert. Einzigartig für einen Egoshooter dieser Zeit ist die Möglichkeit im Spiel, dass der Spieler sich an zwei Spielabschnitten entscheiden kann, ob er sich mittels gefundener Uniform und Pass an den Wachen vorbeischleicht (Stealth) oder mit Gewaltanwendung ein Weiterkommen erzwingt.
Ein Kompass in der oberen linken Ecke des Bildschirms zeigt stets die Richtung und ungefähre Entfernung des nächsten Ziels an. Am unteren rechten Bildschirmrand wird der Munitionsvorrat der aktuell ausgewählten Waffe als Zahl angezeigt sowie der Magazinstand mit abgebildeten Patronen visualisiert. Munition kann in Form von Kisten oder gegnerischer Waffen aufgesammelt werden, wobei die Patronen verschiedener Waffen der gleichen Gattung miteinander kompatibel sind. So füllt etwa eingesammelte Gewehrmunition eines deutschen Soldaten mit Karabiner 98k auch den Munitionsvorrat des mit einem M1 Garand oder Springfield M1903 ausgerüsteten Spielers. Die untere linke Ecke des Bildschirms blendet den Gesundheitszustand des Spielers mit einer grafisch dargestellten Skala von 0 bis 100 ein, der sich nicht automatisch regeneriert, aber durch das Aufsammeln von Feldflaschen und Verbandkästen aufgefüllt werden kann. Eine separate Panzerung in Form einer Rüstung, wie in anderen Shootern üblich, gibt es nicht.
Die Einzelspielerkampagne des Hauptspiels hat eine Spieldauer von etwa neun Stunden, inklusive der Vervollständigung aller Bonusaufgaben rund 15 Stunden. Die Add-ons Spearhead und Breakthrough erweitern die Einzelspielererfahrung um jeweils rund drei und fünf Stunden zusätzlichen Inhalts, bei Vervollständigung je etwa vier und acht Stunden. Um den Spieler zu einem mehrmaligen Durchspielen zu motivieren, können Errungenschaften in Form von Orden für die Erfüllung von geheimen Zielen oder das Durchspielen auf einem höheren Schwierigkeitsgrad erhalten werden.

### Mehrspielermodus
Mehrspielerpartien sind über LAN und waren bis zu dessen Abschaltung 2014 auch via Middleware GameSpy über das Internet mit bis zu 64 Spielern möglich. Im Mehrspielermodus gab es zunächst vier Modi (Deathmatch, Team Deathmatch, Round Based und Objective), mit den beiden Expansions kamen jeweils ein weiterer Spielmodus hinzu (Tug of War durch Spearhead und Liberation durch Breakthrough). Es gab initial elf Mehrspielerkarten, mit Spearhead kamen 13 und mit Breakthrough zwölf weitere hinzu. Anders als im Einzelspielermodus können sich Spielerfiguren im Mehrspielermodus zur Seite lehnen.

## Entwicklung und Veröffentlichung
Die Inszenierung mehrerer Level orientiert sich stark an dem Film Der Soldat James Ryan, wie die Landung am Omaha Beach oder eine in Trümmern liegende französische Kleinstadt mit deutschen Scharfschützen und der Sturm auf die Radarstation. Im Spiel kommen zahlreiche Referenzen auf frühere Teile der Serie vor, so etwa der Charakter Manon Batiste, die Erwähnung des Hauptcharakters James Patterson oder ein durch Patterson zerstörtes K5-Eisenbahngeschütz.
Der ehemalige US Marine und Schauspieler Dale Dye wurde als militärischer Berater zur Produktion hinzugezogen, der die Mitarbeiter des Entwicklerstudios praktische Erfahrungen an der Waffe gab. Der in den Briefings zu hörende Colonel Hargrove wird von dem Schauspieler William Morgan Sheppard vertont.
Das Spiel basiert auf der id Tech 3-Engine, was in Verbindung mit OpenGL ein komplexes Shadersystem zuließ. Für Audio wurde die Middleware Miles Sound System genutzt. Als DRM-Maßnahme nutzte das Spiel SafeDisc v2.
Am 8. Juni 2001 ging die Website zum Spiel online. Am 22. Januar 2002 erschien Medal of Honor: Allied Assault in den Vereinigten Staaten für einen Verkaufspreis von 50 US-Dollar. Am 8. November 2002 wurde eine Mehrspieler-Demo für die seit Juli angekündigte Erweiterung Spearhead veröffentlicht, die vier Tage später, am 12. November 2002, erschien. Auch für die zweite Erweiterung Breakthrough wurde nach ihrer Ankündigung zunächst eine Mehrspieler-Demo veröffentlicht, bevor das Add-on Ende September 2003 auf den Markt kam. Im August 2003 wurde die erste Testversion eines nativen Linux-Ports von Ryan C. Gordon veröffentlicht. Diese setzt eine installierte Windows-Version des Spiels voraus. Im März 2004 wurde die Warchest Edition herausgegeben, die neben dem Hauptspiel und den beiden Expansions auch den Soundtrack des nächsten Teils der Reihe, Medal of Honor: Pacific Assault, sowie drei Lösungsbücher auf CD enthielt.
Am 30. Juni 2014 wurde der Betrieb des Onlinedienstes GameSpy eingestellt, der spielintern zur Serververmittlung von Online-Spielen genutzt wurde. Da die Spielserver selbst dezentral und dediziert betrieben werden, sind Online-Partien via Direktverbindung oder durch alternative Vermittler sowie in lokalen Netzwerken weiterhin möglich.

### Soundtrack
Der Soundtrack wurde von Michael Giacchino komponiert, der bereits die beiden zuvor erschienenen Medal-of-Honor-Teile und mehrere Nachfolger vertonte. Der offizielle Soundtrack aus fünf Stücken wurde am 30. August 2005 auf iTunes und Amazon veröffentlicht. Darüber hinaus wurden auch Stücke aus den beiden Vorgängern Medal Of Honor und Medal of Honor: Underground wiederverwendet. Für die beiden Erweiterungen kamen Musikstücke aus Medal of Honor: Frontline zum Einsatz.

### Zensur
In allen Sprachversionen wurde Blut entfernt, was vermutlich darauf zurückzuführen ist, dass der Entwickler ein für den US-Markt günstigeres Teen ESRB Rating zu erreichen suchte.
Für die in Deutschland veröffentlichte Fassung wurden Änderungen an Grafiken, Animationen und Dialogen vorgenommen, um ein Verbot durch die Verwendung verfassungswidriger Kennzeichen zu vermeiden. So wurde das Hakenkreuz auf Flaggen, Munitions- und Vorratsbehältern, Uniformen, Fahrzeugen, Postern und Dokumenten durch das Schwarze Kreuz ersetzt. Nationalistische, militaristische oder nationalsozialistische Propagandasprüche („Opfer schufen Großdeutschland, durch Opfer wird es ewig sein“ oder „Durch Zucht zur Frucht“) wurden ebenso wie der Hitlergruß durch Soldaten, ersatzlos entfernt und Dialoge entschärft. Ausliegende Bücher oder Dokumente mit Fotografien von NS-Größen wie Hermann Göring wurden durch leere Zettel ersetzt.

### Modifikationen
Bereits kurz nach Veröffentlichung bildete sich unter Spielern eine aktive Modding-Gemeinschaft, die das Spiel von einfachen technischen Veränderungen und Optimierungen, wie angepassten Sounds und Texturen, über neue Spielfiguren und Mehrspieler-Karten und Computergegner für den Mehrspielermodus, bis hin zu sogenannten Total Conversions modifizierte, in denen es zum Beispiel möglich ist, das Setting in den Spanischen Bürgerkrieg verlegen. Dazu bietet die verwendete Spiel-Engine durch ihre Erweiterbarkeit mittels Scripts einen vergleichsweise einfachen Zugang. Seit 2007 strebt eine kleine Gruppe Entwickler mit dem Projekt OpenMoHAA eine freie Implementierung einer Allied-Assault-kompatiblen Engine mittels Reverse Engineering und auf Grundlage von ioquake3 an.

## Rezeption
Metacritic aggregierte 34 Rezensionen von insgesamt „umfassendem Kritikerlob“ der Computerspielpresse zu einer Gesamtpunktzahl von 91 aus 100. Damit rangiert Allied Assault auf dem vierten Platz der Metacritic-Liste der bestbewerteten PC-Spiele des Jahres 2002.
Das Szenario sei glaubwürdig umgesetzt. Zahlreiche Skriptereignisse sorgen für eine realistische Atmosphäre. Die orchestrale Musik sorge für Spannung. Die Grafik steche sehr positiv hervor, insbesondere aufgrund der hohen Detaildichte. Im Gegensatz zu Battlefield 1942 (2002) gelänge Allied Assault so die Erzeugung einer düsteren und realistischen Atmosphäre. Neue Anreize oder Akzente setzten die Missionen nicht. Das Ende käme abrupt. Insgesamt erinnere die Umsetzung an einen interaktiven Film.
Allied Assault sei nicht etwa deshalb besser als Konkurrent Return to Castle Wolfenstein, weil es realistischer wäre, sondern weil sein Gameplay gelungener sei. 2015 Games’ Ego-Shooter fände das richtige Gleichgewicht zwischen Herausforderung und Erfolgserlebnissen durch die Erzeugung immer aussichtsloser erscheinender, aber authentischer Situationen und dem richtigen Maß an Belohnung durch Gesundheits- und Munitions-Power-ups. Wolfenstein halte seinen Schwierigkeitsgrad dagegen allein durch eine stetig größer werdende Anzahl an noch stärkeren Gegnern. Der Mehrspielermodus sei im Vergleich zu Activisions Konkurrent weniger hektisch, verwerte jedoch die Einzelspielerkarten lediglich wieder und böte keine interessanten Spielmodi.
Rückblickend stellte es sich als erfolgreichster Teil der Serie heraus.

## Einfluss
Nach der Veröffentlichung von Allied Assault trennten sich 22 Entwickler des Teams, das an dem Spiel arbeitete, einschließlich der gesamten Produktionsleitung von Hersteller 2015 Games und gründeten Infinity Ward. Das erste Projekt des jungen Unternehmens um Vince Zampella, Grant Collier und Jason West trug intern den Namen „Medal of Honor Killer“. Infinity Ward wurde am Tag nach der Veröffentlichung seines ersten Titels Call of Duty von Publisher Activision übernommen und fuhr fort mit der Entwicklung weiterer Einträge der – gemessen an ihren Verkaufszahlen – bis heute erfolgreichsten Ego-Shooter-Reihe.

## Erweiterungen
Mit Spearhead und Breakthrough erschienen 2002 und 2003 zwei Erweiterungen. Allied Assault blieb der einzige Teil der Serie, der nachträglich Erweiterungen erhielt.

### Spearhead
In Spearhead schlüpft man dabei in die Rolle von Sgt. Jack Barnes von der 101. US-Luftlandedivision. Das Spiel startet mit einem Fallschirmsprung über der Normandie und spielt gegen Ende des Krieges mit Schlachten im französischen Hinterland, in den Ardennen und dem zerstörten Berlin.
Jack Barnes wird in der englischen Fassung in den Zwischensequenzen von Gary Oldman vertont, was ihn zum ersten spielbaren Charakter in der Serie macht, der nicht stumm ist. In der deutschen Fassung wird Barnes von Nicolas König gesprochen.  

### Breakthrough
In der zweiten Erweiterung Breakthrough spielt man den Sergeant John Baker von der 34. US-Infanteriedivision und kämpft ab 1943 in Nordafrika und Italien (Sizilien, Monte Cassino). In Breakthrough bekämpft man erstmals in der Serie neben deutschen auch italienische Soldaten.